# Oscar Riesebeek
Oscar Riesebeek, né le 23 décembre 1992 à Ede, est un coureur cycliste néerlandais, membre de l'équipe Alpecin-Fenix.

## Biographie
Oscar Riesebeek naît le 23 décembre 1992 à Ede dans la province de Gueldre aux Pays-Bas.
Membre de l'équipe Rabobank Continental en 2011 et 2012, il intègre l'équipe Metec-TKH en 2013.
Au deuxième semestre 2016, il signe un contrat avec la formation néerlandaise Roompot-Nederlandse Loterij.
En août 2018, il termine 37e du championnat d'Europe sur route à Glasgow, 23e du Tour du Limousin et deuxième de la Course des raisins.
En août 2019, il termine quatrième de la Veenendaal-Veenendaal Classic.
Au mois d'août 2020, il remporte la dernière étape et le classement général du Tour Bitwa Warszawska 1920 devant son coéquipier Senne Leysen et le coureur polonais Pawel Bernas. Le même mois, il est sélectionné pour représenter son pays aux championnats d'Europe de cyclisme sur route organisés à Plouay dans le Morbihan. Il se classe vingt-sixième de la course en ligne.
Initialement sélectionné pour le Tour d'Espagne 2022, Riesebeek est contraint de renoncer à y participer en raison d'une chute à la veille du départ qui lui cause une fracture au pouce droit et une dislocation de l'annulaire.
Malade, il ne prend pas le départ de la dixième étape du Tour d'Italie 2023.

## Palmarès
- 2009[1]
  - Classement général du Grand Prix Rüebliland
- 2010
  - 1re étape du Tour de Münster juniors
  - 2ea étape de Liège-La Gleize (contre-la-montre par équipes)
  - 2e du Tour de Münster juniors
  - 2e du Keizer der Juniores
- 2013
  - Zwevezele Koers
- 2014
  - 1re étape du Tour de Slovaquie (contre-la-montre par équipes)
  - Ronde van Nieuwendijk
- 2015
  - Ronde van Abbenbroek
- 2016
  - Omloop der Kempen
- 2018
  - 2e de la Course des raisins
  - 3e des Quatre Jours de Dunkerque
- 2019
  - 3e du Circuit de la Sarthe
- 2020
  - Tour Bitwa Warszawska 1920 : 
    - Classement général
    - 4e étape
- 2021
  - 3e du championnat des Pays-Bas sur route
- 2022
  - À travers le Hageland

## Résultats sur les grands tours

### Tour d'Italie
3 participations
- 2021 : 104e
- 2022 : 113e
- 2023 : non-partant (10e étape)

### Tour d'Espagne
1 participation
- 2024 : 130e

## Classements mondiaux
| Année                                 | 2013  | 2014  | 2015 | 2016  | 2017 | 2018 | 2019 | 2020 | 2021 | 2022 | 2023  |
| ------------------------------------- | ----- | ----- | ---- | ----- | ---- | ---- | ---- | ---- | ---- | ---- | ----- |
| Classement mondial                    |       |       |      | 1513e | 561e | 252e | 279e | 509e | 250e | 280e | 1337e |
| UCI Europe Tour                       | 1020e | 1057e | 488e | 1015e | 373e | 127e | 226e | 417e | 213e | 224e | nc    |
|                                       |       |       |      |       |      |      |      |      |      |      |       |
| Légende : nc = non classéSource : UCI |       |       |      |       |      |      |      |      |      |      |       |